# Shinji Hosokawa
Shinji Hosokawa (japonès: 細川伸二)  (prefectura de Hyōgo, 2 de gener de 1960) és un judoka japonès, ja retirat, que va competir durant les dècades de 1970 i 1980.
El 1984 va prendre part en els Jocs Olímpics d'Estiu de Los Angeles, on guanyà la medalla d'or en la competició del pes extra lleuger del programa de judo. Va guanyar la final al sud-coreà Kim Jae-yup. Quatre anys més tard, als Jocs de Seül, guanyà la medalla de bronze en la mateixa categoria.
En el seu palmarès també destaquen dues medalles al Campionat del Món de judo, d'or el 1985 i de plata el 1987.